# Kumpfmühle (Ebersberg)
Kumpfmühle ist ein Ortsteil der Gemeinde Ebersberg im oberbayerischen Landkreis Ebersberg. Der Weiler liegt circa einen Kilometer nordöstlich von Ebersberg.